# Chișinăus internationella flygplats
Chișinăus internationella flygplats (Rumänska: Aeroportul Internațional Chișinău, IATA-förkortning: RMO, ICAO-förkortning: LUKK) är en internationell flygplats i Moldaviens huvudstad Chișinău. Den är Moldaviens främsta internationella flygplats, belägen 13 km sydost om centrum av Chișinău. Den fungerade som bas för Air Moldova,landets nationella flygbolag.

## Historik
De första reguljärflygen till Chișinău startade den 24 juni 1926, på rutten Bukarest–Galați–Chișinău och Iași. Flygningarna sköttes av CFRNA, senare LARES. En minnestavla, som beskriver den första flygningen till Chișinău, placerades på flygplatsen. Huvudterminalen byggdes på 1970-talet, med en kapacitet på 1 200 000 passagerare per år.
Den 31 maj 1995 tilldelades Chișinău flygplats status som internationell flygplats.

År 2002 moderniserades flygplatsen efter arbeten av det turkiska företaget Akfen Holding. En annexterminalbyggnad med en yta på 4 270 m2 lades till den renoverade gamla terminalbyggnaden på 7 600 m2. Flygplatsens årliga kapacitet hade därmed ökats till 5,4 miljoner passagerare.

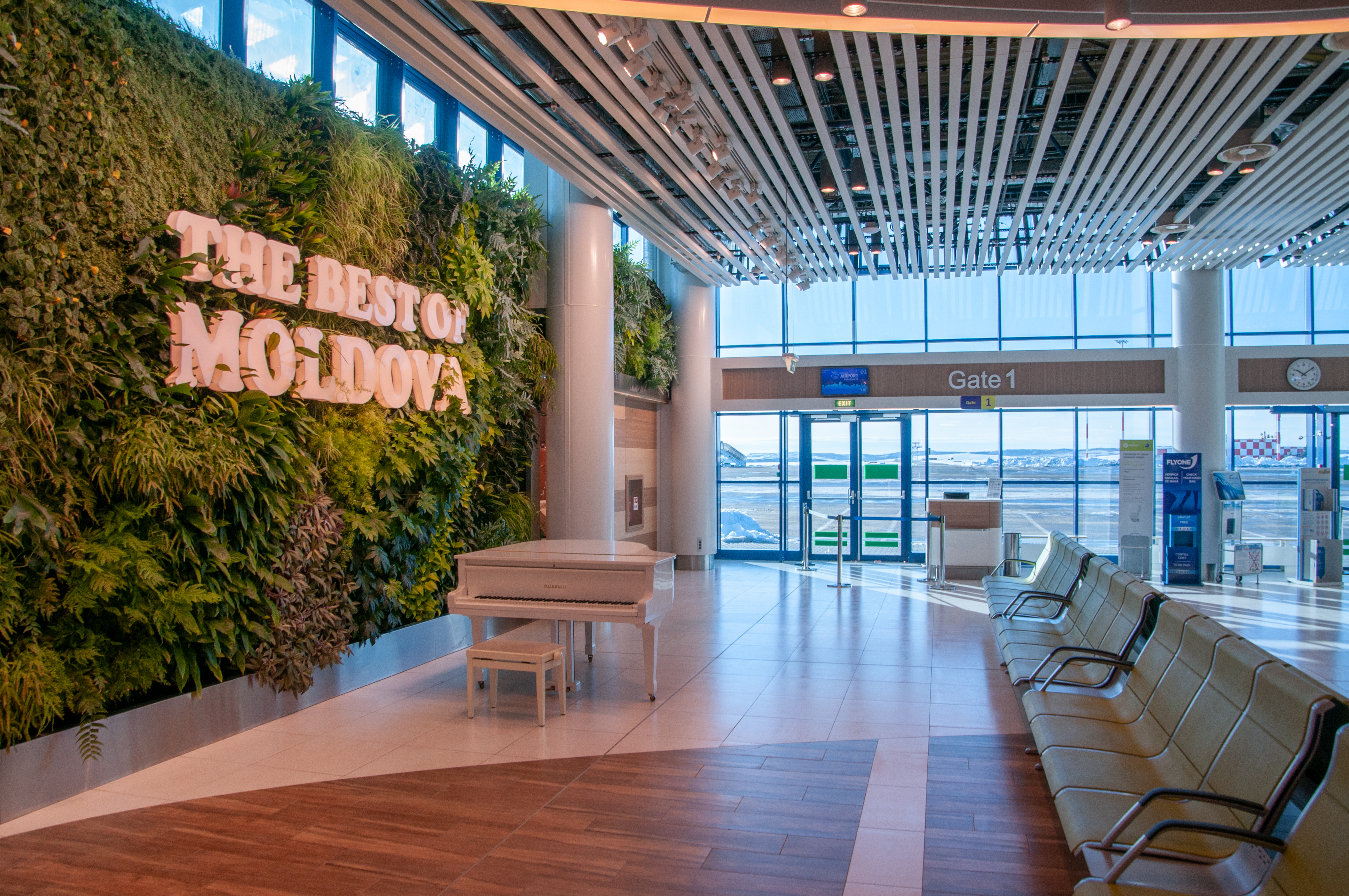
Interiör av avgångshallen efter ombyggnaden

I slutet av 2017 presenterades planerna för en andra landningsbana. Denna bana skulle ersätta den dåvarande taxibanan strax norr om den befintliga banan. Projektet startade i början av 2017. Runway 09–27 startade sin verksamhet den 13 september 2018.

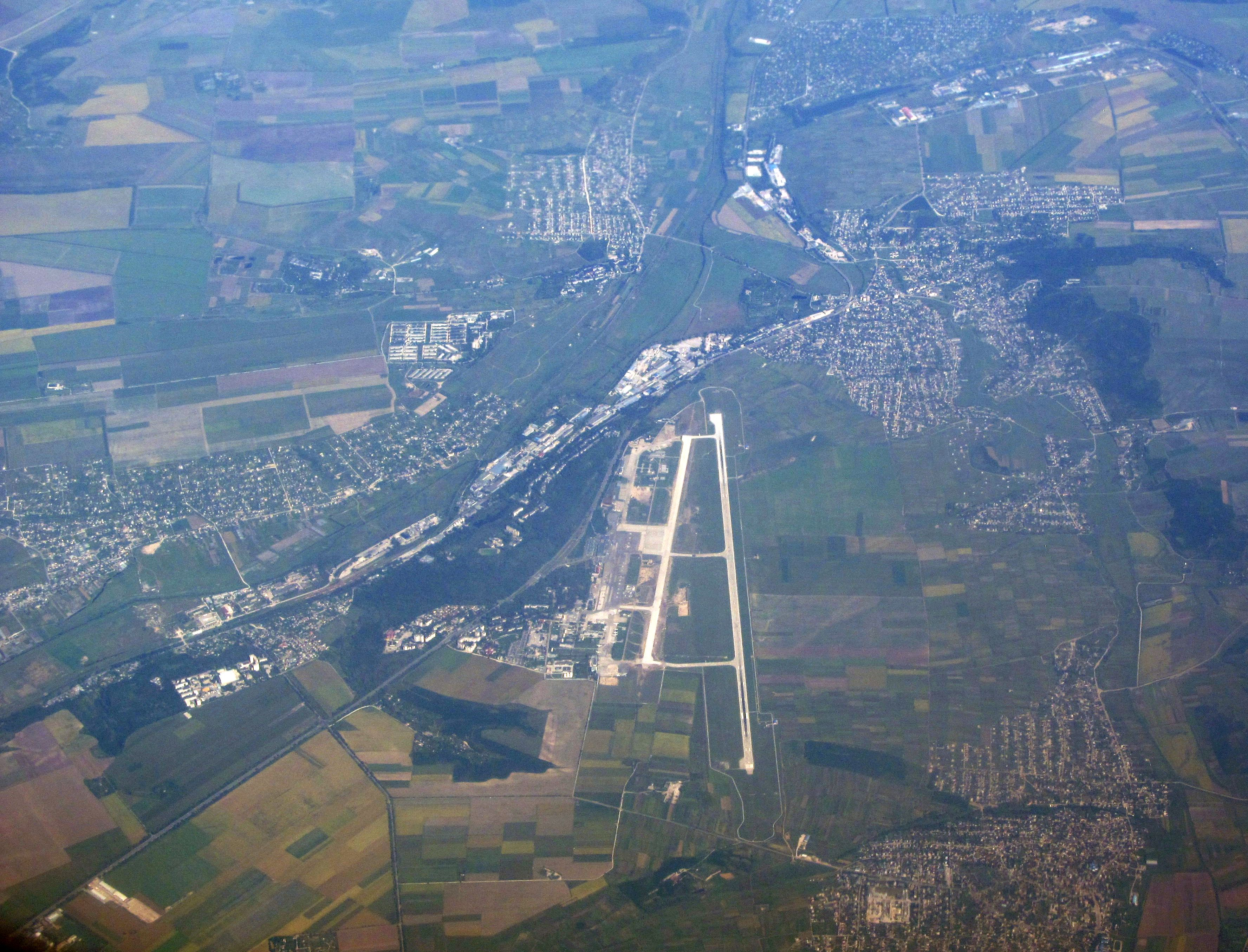
Översikt över flygplatsen

Flygplatsen stängdes tillfälligt den 24 februari 2022, då moldaviskt luftrum stängdes till följd av den ryska invasionen av Ukraina. Den 22 mars 2022 återöppnade Moldaviens civila luftfartsmyndighet delvis landets luftrum, vilket ledde till att verksamheten återupptogs på flygplatsen.
Den 14 mars 2023 avbröt Wizz Air flygningar till/från Moldavien på grund av oro över luftrummets säkerhet. Efter detta träffade Igor Grosu, ordföranden för det moldaviska parlamentet, representanter för Ryanair för att övertyga företaget om att flyga på flygplatsen, för att ersätta Wizz Air som dess främsta lågprisflygbolag.

## Flygbolag och destinationer
Följande flygbolag erbjuder regelbundna reguljärflyg och charterflyg på Chișinăus internationella flygplats:
| Flygbolag           | Destinationer |
| ------------------- | --- |
| Aegean Airlines     | Aten |
| airBaltic           | Säsong: Riga (börjar 4 maj 2024) |
| Austrian Airlines   | Vien |
| Azerbaijan Airlines | Baku |
| FlyOne              | Amsterdam, Berlin, Bologna, Brussels, Dubai–International, Dublin, Düsseldorf, Hahn, Istanbul, Lissabon, London–Luton, London–Stansted, Milan–Malpensa, München, Paris–Charles de Gaulle, Parma, Prag (börjar 1 april 2024), Rom–Fiumicino, Tbilisi, Tel Aviv, Thessaloniki (börjar 3 april 2024), Verona, Yerevan Säsong: Barcelona, Dubai–Al Maktoum, Larnaca, Madrid, Nice, Valencia Säsongscharter: Antalya, Bodrum, Heraklion, İzmir, Sharm El Sheikh, Tivat |
| Freebird Airlines   | Säsong: Antalya |
| HiSky               | Beauvais, Bergamo, Bologna, Bucharest–Otopeni, Dublin, Düsseldorf, Frankfurt, Istanbul, London–Stansted, Rom–Fiumicino, Tel Aviv, Venice Säsongscharter: Hurghada |
| Israir              | Tel Aviv |
| LOT Polish Airlines | Warszawa–Chopin |
| Southwind Airlines  | Säsongscharter: Antalya |
| TAROM               | Bucharest–Otopeni |
| Turkish Airlines    | Istanbul |
| Wizz Air            | London–Luton (återupptas 14 december 2023), Milan–Malpensa (återupptas 14 december 2023), Rome–Fiumicino (återupptas 14 december 2023) |